# Sulejman Krpić
Sulejman "Suljo" Krpić, född 1 januari 1991 i Brčko, Bosnien och Herzegovina, SFR Jugoslavien, är en bosnisk fotbollsspelare som spelar för Željezničar.

## Klubbkarriär
Krpić flyttade som 19-åring från moderklubben HNK Orašje till Dinamo Zagreb där han spelade 2008–2010 men fick inte spela någon A-lagsmatch. En lånesejour i österrikiska LASK Linz 2010-2011 banade väg för en återkomst till den bosniska fotbollen och han flyttade till FK Sarajevo, i den bosniska högstaligan 2012. 2013 spelade han i serbiska Metalac Gornji Milanovac för åter att spela i Bosnien och Hercegovina med Sloboda Tuzla 2014–2017, där han var med att spela upp klubben till högstaligan.
2017 skrev Krpić kontrakt med AIK till och med 2019. Den 3 mars, samma dag som AIK presenterade värvningen av Sulejman Krpić, publicerade Aftonbladet en artikel med uppgifter om att anfallaren står åtalad för misshandel i hemlandet. Krpić nekade då till att han var åtalad eller dömd. I juli skrev samma tidning att AIK kände de till att Krpić stod åtalad för misshandel när han presenterade honom i mars. Det framkom även att Krpić ska ha erkänt brottet vid en rättegång i Bosnien 6 juni. Efter drygt 5 månader så lämnade Krpić AIK för sin gamla klubb, Sloboda Tuzla.
Efter Sloboda gick Krpić till iranska Tractor. I maj 2018 återvände han till Bosnien och skrev på för Željezničar Sarajevo. Den 3 januari 2020 värvades Krpić av sydkoreanska Suwon Samsung Bluewings. I december 2020 gick han till rumänska Astra Giurgiu. Den 28 juni 2021 återvände han till Bosnien och Hercegovina och skrev på ett treårskontrakt med Tuzla City.
Den 24 juli 2022 värvades Krpić av australiska Western Sydney Wanderers, där han skrev på ett ettårskontrakt. I februari 2023 blev Krpić klar för en återkomst i Željezničar, där han skrev på ett tvåårskontrakt.

## Landslagskarriär
Krpić har spelad fyra landskamper för Bosnien och Hercegovinas U19-landslag. Han debuterade för A-landslaget den 18 december 2021 i en 1–0-förlust mot USA.